# Hugh McDonald
Hugh McDonald (Philadelphia, 28 december 1950) is een Amerikaans bassist.

## Biografie
Hij begon met basspelen toen hij een tiener was. Paul McCartney is zijn inspiratie. Hugh volgde het advies van zijn ouders op om lessen te gaan nemen voor de basgitaar.
Het eerste album waar Hugh op speelde was "Deirdre Wilson Tabac" uit 1970. In 1973 werd Hugh door drummer Steve Mosley en gitarist Steve Burgh geïntroduceerd aan Steve Goodman. Hugh speelde op verschillende albums van Goodman en bleef met hem werken tot Goodmans dood in 1984. 
Een andere artiest waar Hugh aan was geïntroduceerd door Mosley en Burgh, was de in Philadelphia geboren gitarist David Bromberg. Hugh kwam in de David Bromberg Band en ging met hun toeren.
In 1980 verhuisde Hugh van Cambridge, waar hij voor 6 jaar woonde, naar New York. Hij ging bij Power Station werken. De eigenaar was Tony Bongiovi, een neef van Jon Bon Jovi.
Hem werd gevraagd op een van Jons demo's te spelen: "She Don't Know Me".
Kort daarna werd "Runaway" opgenomen, als deel van de All Star Review-studioband. 
De link met Bon Jovi was gauw gemaakt...
Hugh werd gehuurd om op basgitaar te spelen op "Slippery When Wet", en speelde op elk album daarna, maar kreeg er nooit krediet voor. Hij bleef ook met andere artiesten werken, zoals Micheal Bolton, Cher, Alice Cooper, Mary McCaslin...
Zijn relatie met Bon Jovi veranderde toen "officieel" bassist Alec John Such werd ontslagen in 1994. Hugh werd gevraagd voor een kerstshow en tv-opnames. Daarna ging hij bij de band voor hun wereldtournee. Maar Jon wilde nooit Alec John Such vervangen als bandlid, dus Hughs rol in de band is wat verwarrend...
Eindelijk kreeg hij toch krediet voor zijn werk op het album "These Days" (en elk album daarna) en kon zijn baslijnen spelen op elke tour. Officieel werd Bon Jovi een band van vier bandleden, Hugh buiten fotoshoots, interviews, cd's gelaten...
Maar soms verschijnt hij toch op foto's of een interview... en om de verwarring groot te maken, hij speelt niet mee in sommige clips (zoals "Thank You For Loving Me") maar verschijnt toch weer in andere clips.
In 1997 speelde Hugh mee op Jons soloplaat "Destination Anywhere" en ging mee toeren. Jons band werd The Big Dogs genoemd, en de volgende artiesten speelden ook mee: Bobby Bandiera (gitaar), Jerry Cohen (keyboards), Everett Bradley (percussie) en Shawn Pelton (drums).
Eind 1998 ging Hugh bij Southside Johnny & the Asbury Jukes, als plaatsvervanger van David Hayes. Na een jaar van concerten, ging hij weer weg, om in de herfst van 1999 bij Bon Jovi terug te keren. 
Vandaag de dag is zijn status Bon Jovi nog steeds "on-officieel", maar de fans wereldwijd zien hem toch als een bandlid. Buiten zijn drukke schema met Bon Jovi maakt hij toch tijd om met andere artiesten te werken, zoals Jaci Velasquez en Ricky Martin.
- International Standard Name Identifier: 0000 0001 3094 4094
- MusicBrainz: 5285ae34-3461-4911-a1ce-108cba753260
- Nationale Bibliotheek van Tsjechië: xx0103819
- Virtual International Authority File: 100875024